# Azarbe
Un azarbe (del árabe sarab, a través de la forma hispánica assarb) es la acequia que transporta las aguas sobrantes del regadío. Es un elemento tradicional de los países de huerta.

## Función
Tras los riegos, las aguas sobrantes, bien directamente o bien por filtración son canalizadas en este tipo de construcción para evitar encharcamientos, así como para facilitar su reutilización. Las canalizaciones más pequeñas que aportan agua a los azarbes son conocidas como azarbetas.